# Kuhajärvi (sjö i Lappland)
Kuhajärvi är en sjö i Finland. Den ligger i kommunen Ranua i landskapet Lappland, i den norra delen av landet, 600 km norr om huvudstaden Helsingfors. Kuhajärvi ligger 155,6 meter över havet. Arean är 3,06 kvadratkilometer och strandlinjen är 12,16 kilometer lång. Sjön  ingår i Ijo älvs huvudavrinningsområde.   
I övrigt finns följande i Kuhajärvi:
- Oulunsaari (en ö)
- Nuottisaari (en ö)
- Maksansaari (en ö)

I övrigt finns följande vid Kuhajärvi:
- Kuhantakajärvi (en sjö)